# Gmina Bałtów
Die Gmina Bałtów ist eine Landgemeinde im Powiat Ostrowiecki der Woiwodschaft Heiligkreuz in Polen. Ihr Sitz ist das gleichnamige Dorf.

## Gliederung
Zur Landgemeinde (gmina wiejska) Bałtów gehören folgende 16 Dörfer mit einem Schulzenamt:
Antoniów
Bałtów
Bidzińszczyzna
Borcuchy
Lemierze
Maksymilianów
Michałów
Okół
Pętkowice
Rudka Bałtowska
Skarbka
Ulów
Wólka Bałtowska
Wólka Pętkowska
Wólka Trzemecka
Wycinka
Weitere Ortschaften der Gemeinde sind:
Antoniów Duży
Antoniów Mały
Bidzińszczyzna
Boguczyzna
Cegielnia
Chojny
Doły
Folwark
Glina
Góra
Górki
Góry
Ignacówka
Kazimierzówka
Kopanina
Krupka
Krzeszowiec
Leśniczówka Potoczek
Na Górze
Niziny
Okręglica
Olesica
Pod Lasem
Pod Łąkami
Podkościele
Ponik
Poraj
Pętkowice-Kolonia
Płaszczyzna
Skarbka Dolna
Skarbka Górna
Swoboda
Trzciany Dół
Ulów
Wólka Bałtowska
Wólka Pętkowska
Wygnanów
Zamoście
Zarzecze